# پانوراما

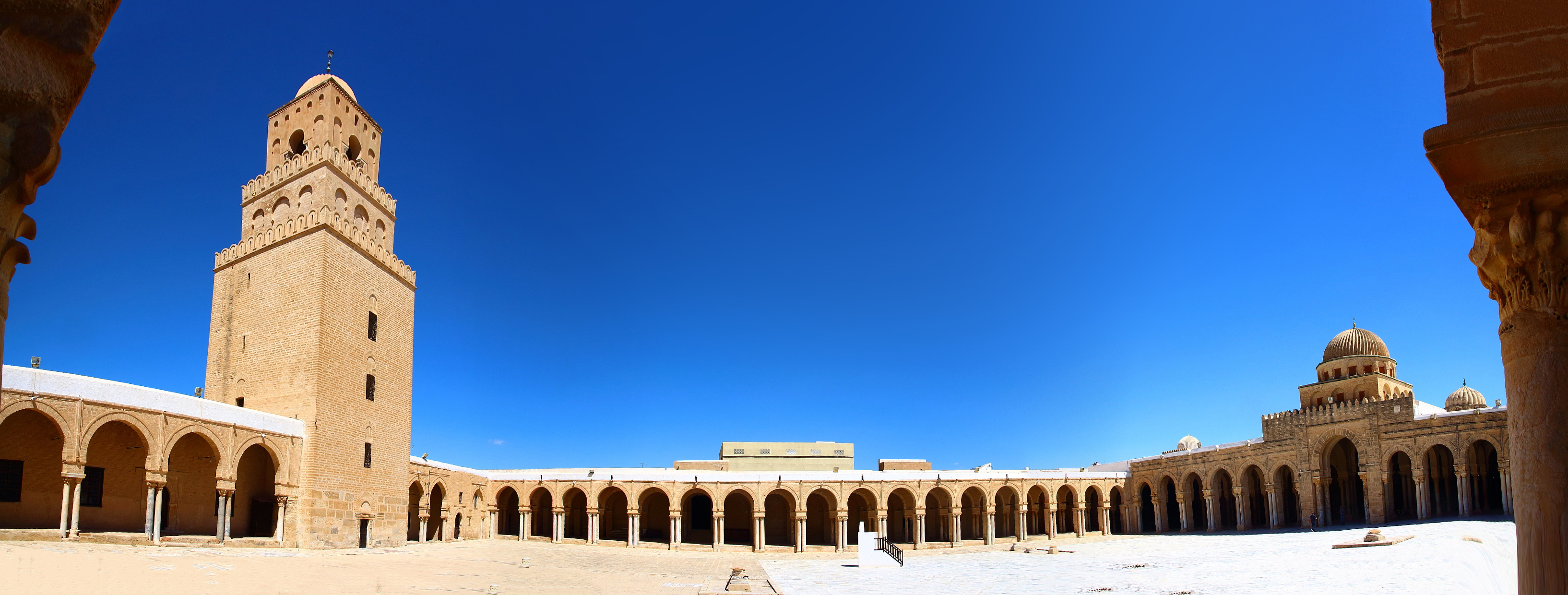
پانورامای حیاط داخلی مسجد جامع کایروان، در تونس

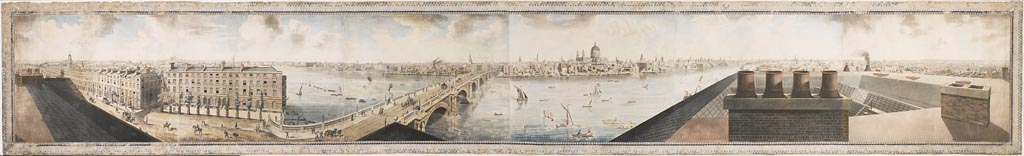
منظره‌ای از لندن توسط رابرت بارکر، ۱۷۹۲

پانوراما(به انگلیسی: panorama) یا سراسرنما به هر گونه منظره یا دورنمای وسیع سراسری از یک فضا گفته می‌شود. در قرن ۱۹ میلادی، هنگامی که عکاسی سراسرنما اختراع شد، به هم چسباندن عکس‌ها تنها راه ساخت پانوراما بود. در سال ۱۸۵۱ مارتین بهرمانکس چند عکس از تپه ریکون در سان فرانسیسکو گرفت. گفته می‌شود که این عکس در اول ۱۱ قسمت بود. از این تصویر ما می‌توانیم تپه رکون را با چندین عکس به هم چسبیده شده مشاهده کنیم، پس عکس پانوراما اینگونه به‌وجود آمد. کلمه پانوراما از معادل انگلیسی آن یعنی Panorama گرفته شده که از ترکیب Pan (به معنی all = همه) و rama (به معنی sight = دید) ساخته شده‌است؛ پس می‌توان آن را «چیزی که همه اطراف را در برمی‌گیرد» معنی کرد. به هرگونه بازنمایی یک منظره با زاویه‌ای باز چه در نقاشی، عکاسی یا فیلم‌برداری نیز پانورامایی گفته می‌شود.

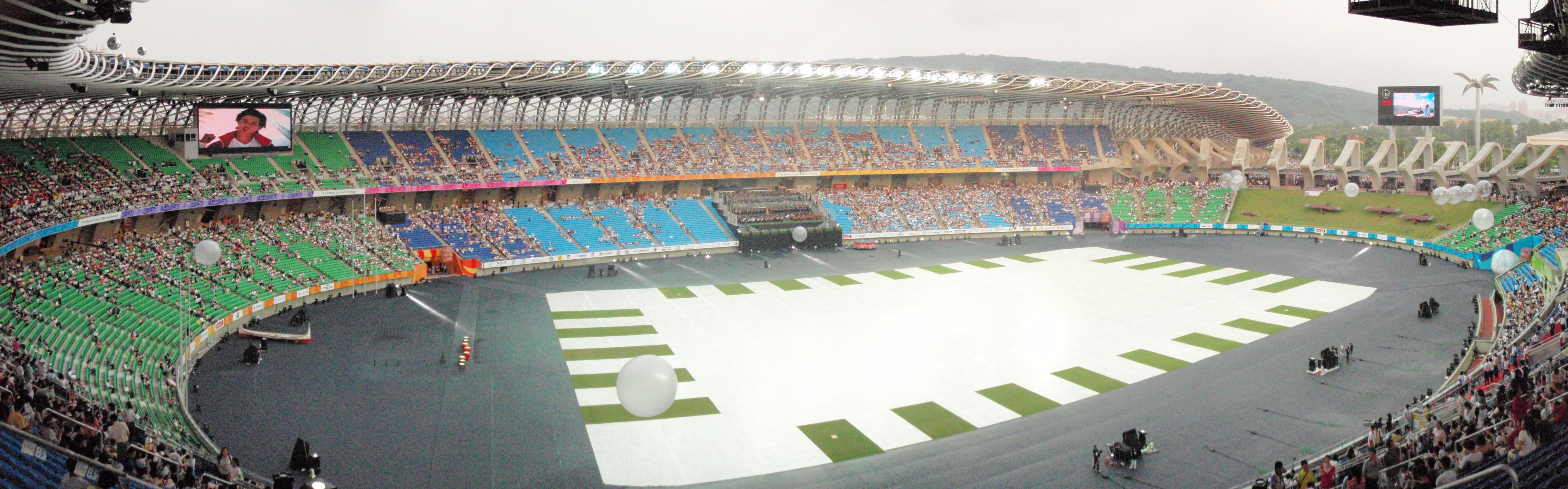
نمای وسیع از استادیوم اصلی بازی‌های جهانی ۲۰۰۹

## انواع سراسرنما

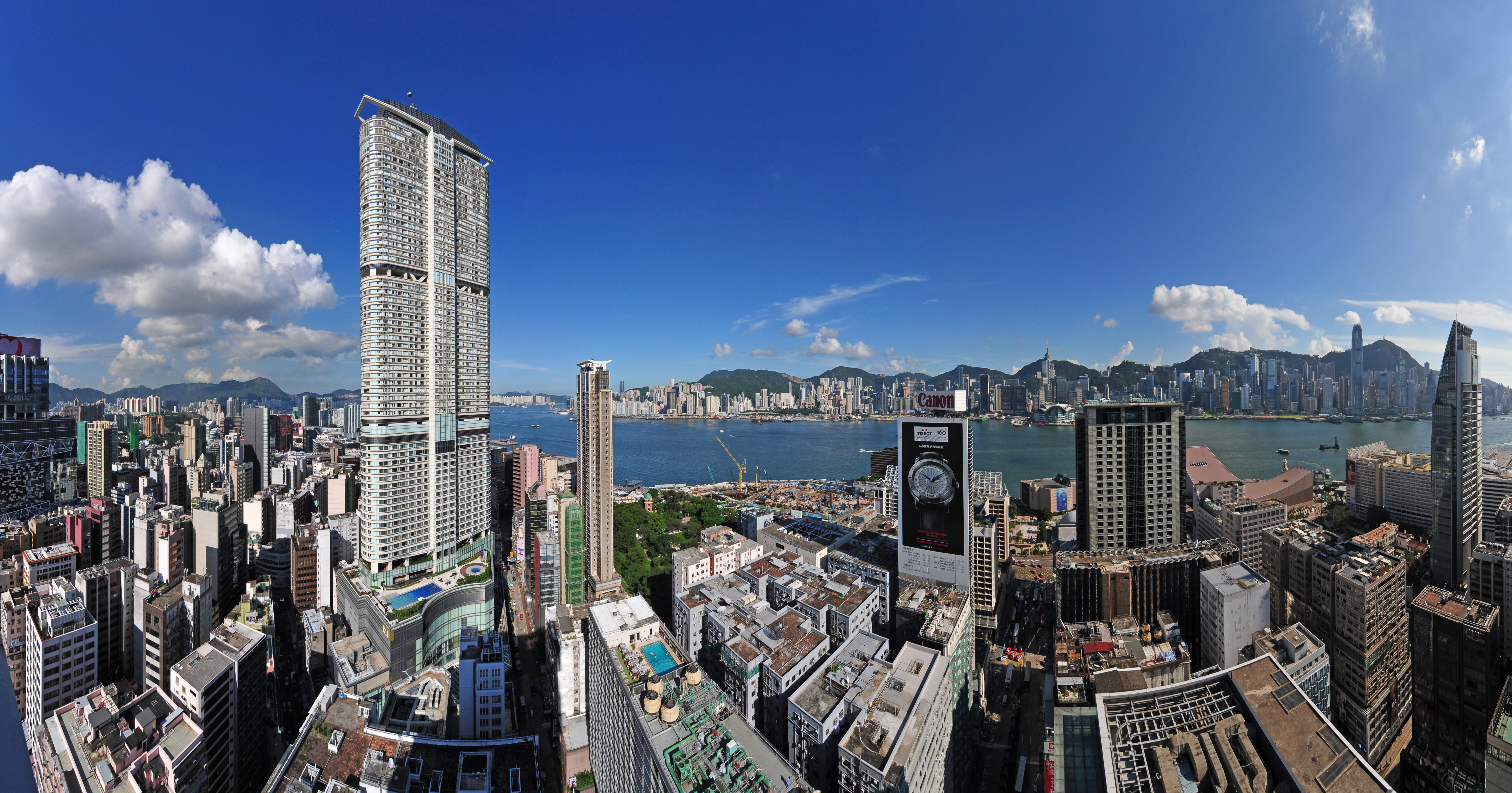
پانوراما از هنگ کنگ در زاویه ۲۷۰ درجه

نمونه‌ای از منظره پانوراما

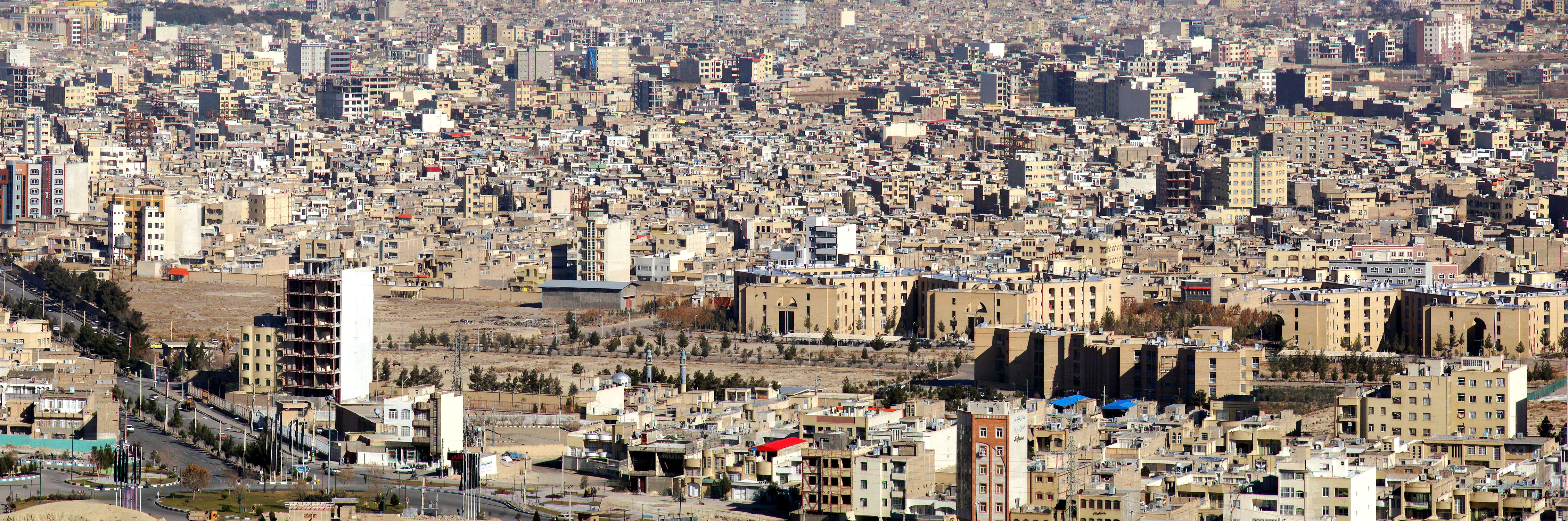
امروزه اکثر گوشی‌های هوشمند با حرکت آرام در اطراف می‌توانند عکس‌های پانوراما بگیرند.

تصاویر سراسرنما به‌طور کلی به سه دسته تقسیم می‌شوند:
۱. سراسرنما عریض (عموماً با جابجایی دوربین): که می‌تواند از چندین عکس به هم پیوسته در عرض تشکیل شود. مثالی برای این نوع، دستگاه اسکنر است و قابلیت پرینت بر روی کاغذ را دارد.
۲. سراسرنما ۳۶۰ درجه و کمتر (نام دیگر:افقی)(عموماً با چرخاندن دوربین): این نوع سراسرنما در عرض به صورت ۳۶۰ درجه با گرفتن چندین عکس تشکیل می‌شود و با فرمت‌های فلش و mov (فرمت نرم‌افزار Quick Time) قابل پخش در کامپیوترها می‌گردد به طوری که اگر در عرض تصویر را ادامه بدهید، می‌توانید همه قسمتهای عکس گرفته شده را مشاهده کنید. انگار که در جایی ایستاده و در عرض دور سر خود می‌چرخید و همه جای محل ایستادن خود را مشاهده می‌کنید.
۳. سراسرنما ۳۶۰ در ۱۸۰ درجه و کمت (نام دیگر:افقی و عمودی)(عموماً با چرخاندن دوربین): این نوع عکس که پیشرفته‌ترین نوع سراسرنما می‌باشد همانند نوع شماره ۲ می‌باشد با این تفاوت که تصویر تنها به عرض ختم نمی‌شود بلکه شما می‌توانید ارتفاع را نیز ببینید یعنی همه زوایای محیطی که در آنجا قرار گرفته‌اید قابل مشاهده می‌گردد. این نوع سراسرنما نیز با فرمت فلش و mov (فرمت نرم‌افزار Quick Time)و jpg (بانمایشگر DevalVR یا FSPViewer) ساخته می‌شود و حتی می‌توانید با فرمت اجرایی تبدیل به یک تور مجازی گردد.
تعداد عکسی که برای ثبت یک عکس سراسرنما لازم است، بستگی به فاصله کانونی دارد. هرچه فاصله کانونی بیشتر باشد، (یعنی بزرگنمایی بیشتر و زاویه دید کمتر) در هر عکس قسمت کمتری از صحنه جای می‌گیرد و باید عکس‌های بیش‌تری گرفت.